# 小西瑠美
小西 瑠美（、生没年不詳）は、日本の元女優である。本名同じ。後年は小西 ルミを名乗った。

## 来歴・人物
生年月日・出生地不詳。
洗足学園女子高等学校（現在の洗足学園中学校・高等学校）を卒業後、「小西 瑠美」を名乗って東宝の専属女優となり、1957年（昭和32年）8月25日に公開された谷口千吉監督映画『最後の脱走』で映画デビューを果たす。以後、同年10月27日に公開された松林宗恵監督映画『青い山脈 新子の巻』や、1960年（昭和35年）3月13日に公開された堀川弘通監督映画『黒い画集 あるサラリーマンの証言』など、青春映画やサラリーマン映画を中心に娘役として脇役出演した。また、同年4月10日公開の福田純監督映画『電送人間』など、東宝名物の特撮映画にも出演している。
1961年（昭和36年）春、芸名を「小西 ルミ」と改名する。ところが、映画では1962年（昭和37年）11月17日に公開された青柳信雄監督映画『サラリーマン権三と助十 恋愛交叉点』、テレビ映画では翌1963年（昭和38年）2月7日に放映された『空港』（日本テレビ系列）以降の出演作品が見当たらず、既に故人とされているが、以後の消息は不明である。没年不詳。

## 出演作品

### 東宝
特筆以外、全て製作・配給は「東宝」、特筆以外は全て「小西瑠美」名義である。
- 『最後の脱走』：監督谷口千吉、1957年8月25日公開 - 白蘭部隊・静子
- 『大学の侍たち』：監督青柳信雄、1957年9月22日公開
- 『花嫁は待っている』：監督青柳信雄、1957年10月20日公開
- 『青い山脈 新子の巻』：監督松林宗恵、1957年10月27日公開 - 野田アツ子
- 『続 青い山脈 雪子の巻』：監督松林宗恵、1957年11月19日公開 - 野田アツ子
- 『結婚のすべて』：監督岡本喜八、1958年5月26日公開 - ケンカをしているアベックの女
- 『密告者は誰か』：監督熊谷久虎、1958年11月18日公開
- 『デン助のやりくり親父』：監督板谷紀之、製作東京映画、1959年2月24日公開 - デン助の娘・すみ子
- 『燈台』：監督鈴木英夫、1959年2月24日公開 - 高子
- 『愛妻記』：監督久松静児、製作東京映画、1959年2月24日公開 - 菱刈操
- 『僕らの母さん』：監督板谷紀之、製作東京映画、1959年3月29日公開 - 若い娘
- 『女子大学生 私は勝負する』：監督板谷紀之、製作東京映画、1959年7月28日公開 - 杉田元子
- 『頑張れゴキゲン娘』：監督古沢憲吾、1959年8月4日公開 - 女店員
- 『上役 下役 ご同役』：監督本多猪四郎、1959年9月13日公開 - 営業部員・堀内咲子
- 『恐るべき火遊び』：監督福田純、1959年11月15日公開 - 麻里子の友人D
- 『爆笑水戸黄門漫遊記』：監督斎藤寅次郎、1959年12月13日公開
- 『宇宙大戦争』：監督本多猪四郎、1959年12月26日公開 - ビラ撒きの女[4]
- 「サラリーガール読本」シリーズ
  - 『サラリーガール読本 むだ口かげ口へらず口』：監督岩城英二、1960年1月9日公開 - 永沼美子
  - 『サラリーガール読本 お転婆社員』：監督川崎徹広、1960年6月15日公開
- 『女が階段を上る時』：監督成瀬巳喜男、1960年1月15日公開
- 『銀座退屈娘』：監督山本嘉次郎、1960年3月8日公開 - 留置場の女B
- 『黒い画集 あるサラリーマンの証言』：監督堀川弘通、1960年3月13日公開 - 千恵子の友人・岩本夏江
- 『電送人間』：監督福田純、1960年4月10日公開 - トミ子[5][1][2]
- 『羽織の大将』：監督千葉泰樹、1960年4月17日公開 - 芸者B
- 『サラリーマン御意見帖 出世無用』：監督岩城英二、1960年5月28日公開 - 令嬢B
- 『接吻泥棒』：監督川島雄三、1960年6月26日公開 - 聖立高女生徒・英子
- 『夜の流れ』：監督成瀬巳喜男・川島雄三、1960年7月12日公開
- 『八百屋お七 江戸祭り一番娘』：監督岩城英二、1960年8月9日公開 - 女中お玉
- 『新・女大学』：監督久松静児、1960年8月28日公開 - 若い女
- 『秋立ちぬ』：監督成瀬巳喜男、1960年10月1日公開 - トキ子
- 「背広三四郎」シリーズ
  - 『花のセールスマン 背広三四郎』：監督岩城英二、1960年11月13日公開 - 女給ユカリ
  - 『背広三四郎 男は度胸』：監督岩城英二、1961年2月25日公開
  - 『背広三四郎 花の一本背負い』：監督岩城英二、1961年3月12日公開
- 『お姐ちゃんはツイてるぜ』：監督筧正典、1960年11月19日公開
- 『サラリーマン奥様心得帖』：監督古沢憲吾、1961年2月21日公開 - 篠原マユミ
- 『続サラリーマン忠臣蔵』：監督杉江敏男、1961年2月25日公開 - 肥後の連れの女
- 『特急にっぽん』：監督川島雄三、1961年4月4日公開 - 井上さかえ[注釈 1]
- 『サラリーマン弥次喜多道中』：監督青柳信雄、1961年6月27日公開 - まち子[注釈 1]
- 『守屋浩の三度笠シリーズ 有難や三度笠』：監督福田純、1961年8月6日公開 - おそで
- 『新入社員十番勝負』：監督岩城英二、1961年9月12日公開
- 『猫と鰹節 ある詐話師の物語』：監督堀川弘通、1961年11月22日公開 - リラの女給A[注釈 1]
- 『花影』：監督川島雄三、製作東京映画、1961年12月9日公開 - トンボの女給・ゆかり[注釈 1]
- 『女の座』：監督成瀬巳喜男、1962年1月14日公開 - 鈴木美枝[注釈 1]
- 『女難コースを突破せよ』：監督筧正典、1962年4月1日公開 - 女按摩[注釈 1]
- 『吼えろ脱獄囚』：監督福田純、1962年5月15日公開
- 『女性自身』：監督福田純、1962年5月22日公開 - 小出明子[注釈 1]
- 『豚と金魚』：監督川崎徹広、1962年6月20日公開
- 『箱根山』：監督川島雄三、1962年9月15日公開 - お絹[注釈 1]
- 『放浪記』：監督成瀬巳喜男、製作宝塚映画、1962年9月29日公開 - のぶ[注釈 1]
- 『サラリーマン権三と助十 恋愛交叉点』：監督青柳信雄、1962年11月17日公開 - 女中A[注釈 1]

### テレビドラマ
- 東宝ミュージカルス（フジテレビ系列）
  - 第25回『フクロウ部隊』：1959年8月16日放映
- 『ダイヤル110番』（日本テレビ系列）
  - 第147話「5を4242」：1960年7月5日放映
  - 第234話「ガサ入れ」：1962年3月6日放映
  - 第240話「自首」：1962年4月17日放映
- 東レサンデーステージ（日本テレビ系列）
  - 第16回『或る屋根の下』：1960年10月16日放映
- GASグランド劇場（日本教育テレビ系列）
  - 第17回「ガリばあ先生と女子大生」：1962年4月29日放映
- 『夫婦百景』（日本テレビ系列）
  - 第228話「じゃじゃ馬女房」：1962年9月17日放映
- 武田ロマン劇場（日本テレビ系列）
  - 第32回『空港』：1963年2月7日放映